# Бурлан (Нідерланди)
Бурлан (нід. Boerlaan) — селище в нідерландській провінції Дренте. Входить до муніципалітету Норденвелд.